# Relámpago (Texas)
Relámpago es un lugar designado por el censo ubicado en el condado de Hidalgo en el estado estadounidense de Texas. En el Censo de 2010 tenía una población de 132 habitantes y una densidad poblacional de 33,07 personas por km².

## Geografía
Relámpago se encuentra ubicado en las coordenadas 26°5′6″N 97°54′21″O / 26.08500, -97.90583. Según la Oficina del Censo de los Estados Unidos, Relámpago tiene una superficie total de 3.99 km², de la cual 3.99 km² corresponden a tierra firme y (0%) 0 km² es agua.

## Demografía
Según el censo de 2010, había 132 personas residiendo en Relámpago. La densidad de población era de 33,07 hab./km². De los 132 habitantes, Relámpago estaba compuesto por el 90.15% blancos, el 0% eran afroamericanos, el 0% eran amerindios, el 0% eran asiáticos, el 0% eran isleños del Pacífico, el 9.85% eran de otras razas y el 0% pertenecían a dos o más razas. Del total de la población el 94.7% eran hispanos o latinos de cualquier raza.